# Pułapka maltuzjańska
Pułapka maltuzjańska – sytuacja gospodarczo-ekonomiczna kraju, w której wzrost produktywności i wzrost dochodów skutkuje zwiększeniem populacji, nie prowadzi jednak do wzrostu standardów życiowych. 
Zgodnie z teorią Thomasa Malthusa istnieje tylko jeden stały poziom dochodu per capita, który odpowiada zerowemu przyrostowi ludności. Dochód ten jest, według dzisiejszych standardów, niezwykle niski, pozwala jedynie na przeżycie i spłodzenie dwojga potomstwa (subsistence level).
Zwiększenie produktywności w rolnictwie (postęp technologiczny) bądź zwiększenie powierzchni dostępnych gruntów ornych skutkują zwiększeniem populacji, przy zachowaniu niezmienionego poziomu dochodu per capita. 
Stan „pułapki maltuzjańskiej“ występował we wszystkich krajach świata do czasu rewolucji przemysłowej.